# Tvijälp (vid Sommaröarna, Esbo)
Tvijälp är en ö i Finland. Den ligger i Finska viken och i kommunen Esbo i landskapet Nyland, i den södra delen av landet. Ön ligger omkring 14 kilometer sydväst om Helsingfors.
Öns area är 2,3 hektar och dess största längd är 260 meter i öst-västlig riktning.